# Guy Lee Thys
Guy Lee Thys (Antwerpen, 20 oktober 1952) is filmproducent, scenarist en regisseur.
In 1981 stichtte Guy Lee Thys de filmproductiemaatschappij Skyline Films, in 1992 omgedoopt tot Fact & Fiction. Thys is er zaakvoerder tot op heden. De kleine productiefirma houdt zich bezig met het produceren van langspeelfilms, kortfilms en documentaires. Fact & Fiction is gevestigd te Antwerpen, Britse Lei 72.

## Filmografie
- de gallo-pastiche De Potloodmoorden (The Pencil Murders) uit 1982
- Cruel Horizon (ook bekend als Boat People) uit 1989
- Shades (scenario en geassocieerd producent, met Mickey Rourke, geregisseerd door Erik Van Looy) uit 1999
- Kassablanka uit 2002, een Romeo en Julia-verhaal over moslims en Vlaams Blokkers in Antwerpen
- Suspect, emo-drama en aanklacht tegen vermeende incestslachtoffers, uit 2005.
- Mixed Kebab, drama uit 2012 over de homoseksuele liefde tussen een Turk en een Vlaming.